# Lindernia madayiparensis
Lindernia madayiparensis är en tvåhjärtbladig växtart som beskrevs av Ratheesh, Sunil och Nandakumar. Lindernia madayiparensis ingår i släktet Lindernia och familjen Linderniaceae. Inga underarter finns listade i Catalogue of Life.